# Кемлянське сільське поселення
Кемля́нське сільське поселення (рос. Кемлянское сельское поселение) — муніципальне утворення у складі Ічалківського району Мордовії, Росія. Адміністративний центр — село Кемля.

## Історія
Станом на 2002 рік існували Кемлянська селищна рада (смт Кемля) та Кергудська сільська рада (село Кергуди, присілок Малі Ічалки).
24 квітня 2019 року було ліквідовано Кергудське сільське поселення, його територія увійшла до складу Кемлянського сільського поселення.

## Населення
Населення — 4803 особи (2019, 5232 у 2010, 5253 у 2002).

## Склад
До складу поселення входять такі населені пункти:
| Населений пункт       | Населення, осіб (2002) | Населення, осіб (2010) |
| --------------------- | ---------------------- | ---------------------- |
| Кемля, село           | 4872                   | 4826                   |
| Кергуди, присілок     | 367                    | 397                    |
| Малі Ічалки, присілок | 14                     | 9                      |